# Fluorek strontu
Fluorek strontu, SrF
2 – nieorganiczny związek chemiczny z grupy fluorków, sól kwasu fluorowodorowego i strontu. Jest kruchą, białą substancją krystaliczną, bardzo słabo rozpuszczalną w wodzie (Ksp = 4,33×10−9).

## Budowa
Fluorek strontu krystalizuje w układzie regularnym (fluorytu). W fazie gazowej ma budowę nieliniową, z kątem pomiędzy wiązaniami F−Sr−F wyznaczonym metodą spektroskopii rotacyjnej wynoszącym 100,8° i długością wiązania re 1,590 Å. Jest to niezgodne z modelem VSEPR, według którego cząsteczka SrF
2 powinna mieć budowę liniową. Tłumaczone jest to udziałem orbitalu 4d w tworzeniu wiązania, jak również zniekształceniem zrębu atomowego prowadzącego do niesymetrycznego rozkładu ładunku i oddziaływaniem tak otrzymanego indukowanego dipola na jonie metalu z anionami fluorkowymi.

## Otrzymywanie
Można go otrzymać w reakcji chlorku strontu z gazowym fluorem lub przez działanie kwasu fluorowodorowego na węglan strontu.
Strąca się jako łatwy do sączenia produkt.

## Zastosowania
Fluorek strontu wykorzystuje się jako materiał optyczny do specyficznych zastosowań, na przykład jako powłoki na soczewkach optycznych oraz jako kryształ termoluminescencyjny. Innym zastosowaniem jest nośnik radioizotopu strontu-90 w generatorach termoelektrycznych izotopów promieniotwórczych.